# Син Божий (фільм)
 Син Божий  (англ. Son of God) — фільм про Ісуса Христа, роль якого виконує Діого Моргадо. Фільм є адаптацією десятигодинного мінісеріалу «Біблія», а також включає видалені сцени, не показані під час телепередачі.
Прем'єра в США відбулась 28 лютого 2014 року.

## Сюжет
Історія Ісуса Христа від народження, до його вчення, розп'яття і вознесіння.

## Актори
| Актор           | Роль            |
| --------------- | --------------- |
| Діого Моргадо   | Ісус Христос    |
| Себастьян Кнапп | Іван            |
| Рома Дауні      | Марія           |
| Дарвін Шоу      | Петро           |
| Ембер Роуз Рева | Марія Магдалина |
| Джо Редден      | Юда             |
| Грег Гікс       | Понтій Пілат    |